# العصر البارد
العصر البارد (باللاتينية: Cryogenian)، (بالإغريقية: krýos = κρύος = «بارد»، génesis = γένεσις = «النفس»)، وهو ثاني عصور حقبة الطلائع الحديثة، امتد من ≈ 720 إلى≈ 635 مليون سنة مضت، لمدة 85 مليون سنة تقريبا. وقد تم تعريف قاعدة هذا العصر بأول تجلد عالمي.
حدث خلال هذا العصر تجلدين هما تجلد الستورتي والمارينوي، وهي أعظم عصور جليدية معروفة قد حدثت على الأرض. وهي موضوع لكثير من الجدل العلمي. ويدور الجدل حول ما إذا كان هذين التجلدين قد غطيا الكوكب بأكمله (ما يسمى بكرة الأرض الثلجية) أو إذا ما كان هناك مساحة من البحر المفتوح بالقرب من خط الاستواء قد نجت (يطلق عليها «كرة الوحل الجليدي»).

## توثيق الفترة الزمنية
وثقت اللجنة الدولية للطبقات العصر البارد في عام 1990. وعلى عكس معظم العصور الزمنية الأخرى، فإن بداية العصر البارد لا يرتبط بأي حدث ملاحظ وموثق عالميا. في حين أنه تم تعريف قاعدة هذا العصر من خلال عمر الصخور الثابتة، التي تم تعيينها بالأصل في الفترة 850 مليون سنة مضت، ولكن تم تغييره في عام 2015 إلى 720 مليون سنة مضت.
إن هذا الأمر مثير للمشاكل لأن تقديرات أعمار الصخور متغيرة وتخضع لأخطاء مختبرية. على سبيل المثال، العصر الكامبري لا يُحسب النطاق الزمني له بصخور أصغر من عمر معين (538.8 مليون سنة)، ولكن عن طريق ظهور الآثار الأحفورية لتجمع جحور تريبتكنوس (Treptichnus pedum). وهذا يعني أنه يمكن التعرف على الصخور عند فحصها في الحقل على أنها من الكامبري، ولا تتطلب إجراء اختبار مكثف في المختبر للعثور على تاريخ.
حاليا، لا يوجد اتفاق في الآراء حول الحدث العالمي المناسب والمرشح لبداية العصر البارد، لكن التجلد العالمي سيكون المرشح المحتمل.

## المناخ
يشير الاسم لهذه الفترة الجيولوجية إلى المناخ البارد جدا للعالم. وتبين خصائص الرواسب الجليدية إلى أن الأرض قد عانت من أكثر العصور الجليدية شدة في تاريخها خلال هذه الفترتين (الستورتي والمارينوي). ووفقا لما بينه كل من أيلس ويونغ، «أن الرواسب الجليدية لأواخر دهر الطلائع معروفة من جميع القارات. فهي تقدم دليلاً على أكثر تجلد مدة وانتشارا على الأرض». فترات جليدية عديد واضحة يتخللها فترات من المناخ الدافئ نسبيا، مع أنهار جليدية تصل إلى مستوى سطح البحر عند خطوط العرض المنخفظة.
تمتد الأنهار الجليدية وتنقبض في سلسلة من النبضات الإيقاعية، ربما تصل إلى حد خط الاستواء. ينقسم العصر البارد عموما إلى قسمين على الأقل من العصور الجليدية الكبرى العالمية. تجلد الستورتي وقد استمر من 720 إلى 660 مليون سنة مصت، والتجلد المارينوي وقد استمر من 650 إلى 635 مليون سنة مصت، في نهاية العصر البارد. تتواجد رواسب أحجار الحريث الجليدية كذلك عند خطوط العرض المنخفضة خلال العصر البارد، وقد أدت هذه الظاهرة إلى فرضية وجود محيطات كوكبية عميقة متجمدة تسمى «الكرة الأرضية الثلجية».

## الجغرافيا
قبل بداية العصر البارد أي قبل حوالي 750 مليون سنة، كانت الكراتونات التي شكلت قارة رودينيا العظمى قد بدأت بالتصدع. وبدأ المحيط العظيم ميروفيا بالانغلاق في حين أن (أبو المحيطات) قد بدأ بالتشكيل. ثم تجمعت الكراتونات (ربما) فيما بعد لتشكل قارة عظمى أخرى تسمى بانوتيا وذلك في العصر الإدياكاري.
يبين كل من أيلس ويونغ «أن معظم الرواسب الجليدية لحقبة الطلائع الحديثة قد تراكمت وكذلك الطبقات البحرية المتأثرة جليديا على طول الحواف القارية المتصدعة أو الداخلية». وربما أدى ترسب معدن الدولوميت إلى خفض ثاني أكسيد الكربون في الغلاف الجوي. حدث التفكك على طول حواف كراتون لاورنتيا قبل حوالي 750 مليون سنة في نفس الوقت الذي حدث فيه ترسب «مجموعة رابتن» في أمريكا الشمالية، تزامنا مع تجلد الستورتي في أستراليا. وقعت فترة مماثلة من التصدع قبل حوالي 650 مليون سنة مع ترسب تشكل جليد بروك في أمريكا الشمالية، بالتزامن مع تجلد المارينوي في أستراليا. إن تجلد الستورتي والمارينوي تقسيمات محلية داخل تجمع أديلايد المتصدع.

## الكائنات والأحافير
ظهرت أحافير الأميبا (أو أرسيلينيدا) لأول مرة خلال العصر البارد. خلال فترة العصر البارد ظهرت أقدم الأحافير المعروفة للإسفنج (وبالتالي الحيوانات). لم يتم تسوية مسألة ما إذا كانت البيولوجيا قد تأثرت بهذا الحدث أم لا، على سبيل المثال يشير بورتر (2000) إلى أن مجموعات جديدة من الحياة قد تطورت خلال هذ العصر، تشمل الطحالب الحمراء والخضراء والسوطيات المتغايرة والهدبيات والسوطيات الدوارة والأميبا. وظهر في نهاية العصر أيضا أصل العوالق الغيرية التغذية، التي تتغذى على الطحالب أحادية الخلية وبدائيات النوى، متخلصة بذلك من هيمنة البكتيريا للمحيطات.

## في الثقافة الشعبية
ظهر العصر البارد ببرنامج دليل المسافر عبر الزمن الذي يعرض على قناة ناشونال جيوغرافيك أبو ظبي، وهناك اثنين على الأقل من الأفلام الوثائقية من قناة بي بي سي التي تغطي العصر البارد.